# Dover, New Hampshire
Dover är en stad i den amerikanska delstaten New Hampshire med en yta av 75,2 km (8,06% av ytan är vatten) och hade en folkmängd, som uppgick till 29 987 invånare år 2010. Dover är administrativ huvudort i Strafford County. 